# Lanterne des morts de Journet
La lanterne des morts de Journet est un monument funéraire, situé sur la commune de Journet, dans le département français de la Vienne

## Historique
La lanterne des morts de Journet est datée du XIIe siècle, d'après le mode de construction utilisé. Vers 1820, la calotte de la lanterne est transférée à l'intérieur de l'église saint Martin, pour servir de bénitier.
La lanterne est restaurée en 1848, récupérant sa calotte, et, par arrêté du 3 mars 1884, elle est classée au titre des monuments historiques.
En 1980, la lanterne est déplacée depuis le cimetière vers une des places du village.

## Description

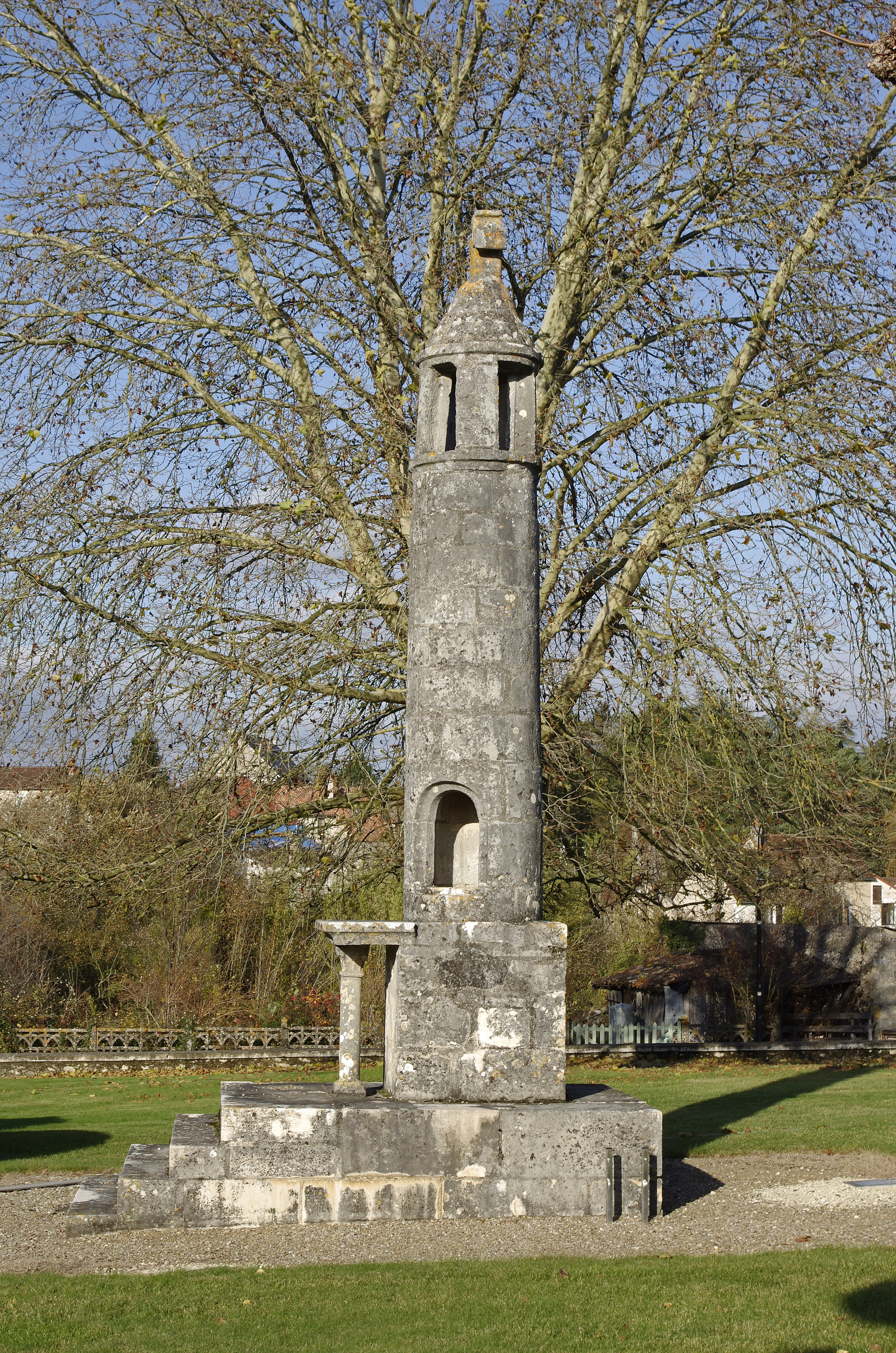

Située en bordure de village sur la route de Montmorillon. La lanterne est un fanal cylindrique de 5,30 mètres de hauteur pour une largeur de 87 centimètres, qui repose sur un socle carré dont l'accès se fait par quatre marches (À l'origine, l'accès était composé de huit marches, mais quatre marches ont été supprimées lors de son déplacement).
Comme nombre d'autres lanternes, le monument possède un autel, qui prend la forme ici la forme d'une tablette en saillie, reposant sur une colonnette.
Le sommet du fut est percé de quatre ouvertures, surmonté d'une calotte et d'une croix. Une ouverture à la base de la colonne permettait à une personne de grimper au sommet par l'intérieur de la lanterne, par le biais d'encoches disposées en spirale. 